# Uganda ai Giochi della XXXIII Olimpiade
L'Uganda ha partecipato ai Giochi della XXXIII Olimpiade, svoltisi a Parigi dal 26 luglio all'11 agosto 2024, con una delegazione di 25 atleti, 12 uomini e 13 donne, in 4 discipline.
I portabandiera alla cerimonia di apertura sono stati Charles Kagimu e Gloria Muzito.

## Delegazione
| Sport            | Uomini | Donne | Totale |
| ---------------- | ------ | ----- | ------ |
| Atletica leggera | 9      | 11    | 20     |
| Canottaggio      | 0      | 1     | 1      |
| Ciclismo         | 1      | 0     | 1      |
| Nuoto            | 1      | 1     | 2      |
| Totale           | 11     | 13    | 24     |

## Medagliere
| Medaglia | Nome             | Sport            | Evento                     |
| -------- | ---------------- | ---------------- | -------------------------- |
| Oro      | Joshua Cheptegei | Atletica leggera | 10000 metri piani maschili |
| Argento  | Peruth Chemutai  | Atletica leggera | 3000 metri siepi femminili |

## Risultati

### Atletica leggera
| Q | Qualificato al turno successivo per la posizione in qualificazione                                                           |
| q | Qualificato per il turno successivo per ripescaggio o, negli eventi su campo, conquistando la misura minima per qualificarsi |

#### Uomini

##### Eventi su strada e su pista
| Atleta           | Evento        | Batterie  | Batterie  | Ripescaggio | Ripescaggio | Semifinale      | Semifinale      | Finale          | Finale          |
| Atleta           | Evento        | Risultato | Posizione | Risultato   | Posizione   | Risultato       | Posizione       | Risultato       | Posizione       |
| ---------------- | ------------- | --------- | --------- | ----------- | ----------- | --------------- | --------------- | --------------- | --------------- |
| Tarsis Orogot    | 200 m piani   | 20.32     | 1º Q      | Bye         | Bye         | 20.64           | 6º              | non qualificato | non qualificato |
| Tom Dradriga     | 800 m piani   | 1'46"05   | 6º R      | 1'46"15     | 5º          | non qualificato | non qualificato | non qualificato | non qualificato |
| Oscar Chelimo    | 5000 m piani  | 13'52"46  | 5º Q      | N.D.        | N.D.        | N.D.            | N.D.            | 13'31"56        | 20º             |
| Joshua Cheptegei | 10000 m piani | N.D.      | N.D.      | N.D.        | N.D.        | N.D.            | N.D.            | 26'43"14        | Oro             |
| Jacob Kiplimo    | 10000 m piani | N.D.      | N.D.      | N.D.        | N.D.        | N.D.            | N.D.            | 26'46"39        | 8º              |
| Martin Kiprotich | 10000 m piani | N.D.      | N.D.      | N.D.        | N.D.        | N.D.            | N.D.            | 28'20"72        | 22º             |
| Leonard Chemutai | 3000 m siepi  | N.D.      | N.D.      | N.D.        | N.D.        | N.D.            | N.D.            | 8'20"03         | 15º             |
| Victor Kiplangat | Maratona      | N.D.      | N.D.      | N.D.        | N.D.        | N.D.            | N.D.            | 2h11'59"        | 37º             |
| Stephen Kissa    | Maratona      | N.D.      | N.D.      | N.D.        | N.D.        | N.D.            | N.D.            | DNF             | DNF             |
| Andrew Kwemoi    | Maratona      | N.D.      | N.D.      | N.D.        | N.D.        | N.D.            | N.D.            | 2h17'28"        | 62º             |

#### Donne

##### Eventi su strada e su pista
| Atleta              | Evento        | Batterie  | Batterie  | Ripescaggio | Ripescaggio | Semifinale      | Semifinale      | Finale          | Finale          |
| Atleta              | Evento        | Risultato | Posizione | Risultato   | Posizione   | Risultato       | Posizione       | Risultato       | Posizione       |
| ------------------- | ------------- | --------- | --------- | ----------- | ----------- | --------------- | --------------- | --------------- | --------------- |
| Halimah Nakaayi     | 800 m piani   | 2'00"51   | 4ª R      | 2'02"88     | 6ª          | non qualificata | non qualificata | non qualificata | non qualificata |
| Winnie Nanyondo     | 1500 m piani  | 4'07"06   | 10ª R     | 4'06"35     | 8ª          | non qualificata | non qualificata | non qualificata | non qualificata |
| Ester Chebet        | 5000 m piani  | 15'10"46  | 13ª       | N.D.        | N.D.        | N.D.            | N.D.            | non qualificata | non qualificata |
| Belinda Chemutai    | 5000 m piani  | 15'23"90  | 12ª       | N.D.        | N.D.        | N.D.            | N.D.            | non qualificata | non qualificata |
| Joy Cheptoyek       | 5000 m piani  | DNS       | DNS       | N.D.        | N.D.        | N.D.            | N.D.            | non qualificata | non qualificata |
| Annet Chelangat     | 10000 m piani | N.D.      | N.D.      | N.D.        | N.D.        | N.D.            | N.D.            | 31'50"41        | 21ª             |
| Sarah Chelangat     | 10000 m piani | N.D.      | N.D.      | N.D.        | N.D.        | N.D.            | N.D.            | 31'02"37        | 12ª             |
| Peruth Chemutai     | 3000 m siepi  | 9'10"51   | 1ª Q      | N.D.        | N.D.        | N.D.            | N.D.            | 8'53"34         | Argento         |
| Mercyline Chelangat | Maratona      | N.D.      | N.D.      | N.D.        | N.D.        | N.D.            | N.D.            | 2h39'40"        | 69ª             |
| Rebecca Chepetegei  | Maratona      | N.D.      | N.D.      | N.D.        | N.D.        | N.D.            | N.D.            | 2h32'14"        | 44ª             |
| Stella Chesang      | Maratona      | N.D.      | N.D.      | N.D.        | N.D.        | N.D.            | N.D.            | 2h24'56"        | 8ª              |

### Canottaggio

#### Femminile
| Atleta         | Evento  | Batteria | Batteria  | Ripescaggio | Ripescaggio | Quarti | Quarti    | Semifinale / Semifinali C/D, E/F | Semifinale / Semifinali C/D, E/F | Finale / Finali B, C, D, E, F | Finale / Finali B, C, D, E, F |
| Atleta         | Evento  | Tempo    | Posizione | Tempo       | Posizione   | Tempo  | Posizione | Tempo                            | Posizione                        | Tempo                         | Posizione                     |
| -------------- | ------- | -------- | --------- | ----------- | ----------- | ------ | --------- | -------------------------------- | -------------------------------- | ----------------------------- | ----------------------------- |
| Kathleen Noble | Singolo | 8'08"90  | 5ª R      | 8'15"10     | 3ª SF E/F   | N.D.   | N.D.      | 8'38"70                          | 2ª FE                            | 7'56"10                       | 2ª                            |